# Димитър Печикамъков
Димитър Маринов Печикамъков е бивш български футболист, нападател.
Роден е на 24 юни 1963 г. в Горна Оряховица. Играл е за Локомотив (Горна Оряховица), Армеец (София), Дунав и Левски (Стражица). В А група има 216 мача и 27 гола. Полуфиналист за купата на страната през 1987 г. с Локомотив (ГО). Носител на купа Интертото с Локомотив (ГО), има 6 мача и 1 гол. Бивш треньор на Левски (Стражица) и Локомотив (ГО).

## Статистика по сезони
- Локомотив (ГО) – 1982/83 – Б група, 4 мача/0 гола
- Армеец – 1983/84 – Б група, 33/15
- Дунав – 1984/85 – А група, 8/1
- Локомотив (ГО) – 1985/86 – Б група, 36/12
- Локомотив (ГО) – 1986/87 – Б група, 33/10
- Локомотив (ГО) – 1987/88 – А група, 29/7
- Локомотив (ГО) – 1988/89 – А група, 29/10
- Локомотив (ГО) – 1989/90 – А група, 21/1
- Локомотив (ГО) – 1990/91 – А група, 18/1
- Локомотив (ГО) – 1991/92 – А група, 20/2
- Локомотив (ГО) – 1992/93 – А група, 26/3
- Локомотив (ГО) – 1993/94 – А група, 22/2
- Локомотив (ГО) – 1994/95 – А група, 25/2
- Локомотив (ГО) – 1995/96 – Б група, 34/4
- Локомотив (ГО) – 1996/97 – Б група, 31/2
- Локомотив (ГО) – 1997/98 – В група, 29/7
- Локомотив (ГО) – 1998/99 – А ОФГ, 21/6
- Локомотив (ГО) – 1999/00 – В група, 31/12
- Локомотив (ГО) – 2000/01 – В група, 23/6
- Локомотив (ГО) – 2001/ес. - В група, 12/4
- Левски (Стр) – 2002/пр. - В група, 11/3